# Asociația Salvați Bucureștiul
Asociația Salvați Bucureștiul este o organizație nonguvernamentală fondată în 2008, al cărei obiect de activitate îl constituie conservarea arhitecturii capitalei României și protejarea spațiilor verzi. În acest scop, organizația a demarat zeci de procese în justiție, contestând autorizații și planuri de urbanism pe care le consideră ilegale, dar a organizat și proteste publice. ONG-ul câștigase 30 procese împotriva proiectelor imobiliare ilegale până în iunie 2013 și 166 în 2020. Asociația este membru al Alianței pentru o Românie Curată, o mișcare civică care promovează buna guvernare și expune corupția și risipa banului public.
Printre reușitele importante ale asociației se numără anularea planului urbanistic zonal al Parcului Tineretului, adoptat în 2005, care însemna ca zeci de hectare de spațiu verde să devină zone rezidențiale (și implicit anularea construcției unui „Aqua Parc”), salvarea de la demolare a unui număr de clădiri de patrimoniu de pe Șoseaua Kiseleff, anularea temporară a deciziei de demolare a Pieței Matache și anularea unui proiect care ar fi construit o clădire de birouri în cadrul Palatului Știrbei pe Calea Victoriei. Asociația a reușit de asemenea să facă în 2009 câteva schimbări la legea urbanismului.
Cu toate acestea, au existat și cazuri în care Asociația Salvați Bucureștiul nu au reușit să salveze câte o construcție, de exemplu Hotelul Marna, clădire interbelică în stilul art deco, demolată în 2011. Un alt eșec a fost Hala Matache, demolată noaptea, pe 25 martie 2013.
În martie 2008, asociația a publicat un raport, „București, un dezastru urbanistic”, în care se discutau problemele actuale ale Bucureștiului și metode de a se rezolva. În același an, în timpul alegerilor locale, împreună cu alte ONG-uri, asociația a publicat un Pact pentru București, care a fost semnat de toți candidații pentru postul de primar. Cu toate acestea, primarul ales al Bucureștiului, Sorin Oprescu, nu și-a respectat promisiunea.
Fostul primar al Bucureștiului, Sorin Oprescu, acuza în 2011 „ONG-urile” (referindu-se și la Salvați Bucureștiul) că „blochează dezvoltarea orașului”. Arhitectul-șef al Bucureștiului, Gheorghe Pătrașcu, criticat de ONG-uri pentru demolările autorizate, recunoștea că „s-au făcut greșeli”.
În 2014 Asociația oferea delegației Comisiei Europene pentru Mecanismul de Cooperare și Verificare (MCV) cazuri de hotărâri judecătorești nerespectate, de construcții ilegale fără toate autorizațiile sau de persoane aflate în conflicte de interese.
În 2015 Asociația recomanda transparență totală și eficiență în administrațiile publice locale și centrale prin trei propuneri: cadastru și sistem unic pentru actele primăriilor - ambele disponibile online, dar și un registru al tuturor construcțiilor.
Asociația Salvați Bucureștiul a fost condusă de matematicianul Nicușor Dan până în 2016, când acesta a preluat funcția de consilier local al primăriei generale a Bucureștiului. Acesta a admis că Asociația a avut o finanțare indirectă de 5.000 euro de la Fundația Soros.
Asociația a fost aproape să fie dizolvată în 2023, când un dezvoltator imobiliar a reușit să obțină o decizie în primă instanță în acest sens din cauza imposibilității achitării cheltuielilor de judecată, însă a reușit să strângă în urma unui apel din donații suma cerută de acesta. Avocații dezvoltatorului au pretins că s-au deschis litigii pentru a împiedica anumite proiecte imobiliare, însă persoane care au lucrat în ONG au denunțat practici de intimidare.